# 機械工業第六設計研究院
機械工業第六設計研究院，中國機械工業集團有限公司屬下機構，是在1951年成立，主要業務涵盖工业、民用、市政和环境工程领域的咨询、设计、监理、管理、代建和总承包，現任董事長趙景孔。
1999年，被中國機械工業集團有限公司收購本集團，已被國務院批准。